# Mannschaftskader der spanischen Mannschaftsmeisterschaft im Schach 1971
Die Liste der Mannschaftskader der spanischen Mannschaftsmeisterschaft im Schach 1971 enthält alle Spieler, die in der spanischen Mannschaftsmeisterschaft im Schach 1971 mindestens eine Partie spielten mit ihren Einzelergebnissen.

## Allgemeines
Während CA Granada und Círculo de Artesanos La Coruña in allen Wettkämpfen die gleichen vier Spieler einsetzten, spielten bei Peña Ajedrez Linense neun Spieler mindestens eine Partie. Insgesamt kamen 90 Spieler zum Einsatz, von denen 39 an allen Wettkämpfen teilnahmen.
Punktbeste Spieler mit je 6 Punkten aus 6 Partien waren Jesús Díez del Corral (CA Schweppes Madrid) und Trabanco Fernández (Centro Asturiano Gijón), je 5 Punkte aus 6 Partien erreichten Arturo Pomar Salamanca (CE Barcelona) und José Carlos Menéndez (Centro Asturiano Gijón). Neben Díez del Corral und Fernández erreichten auch Eduardo Franco Raymundo (CA Schweppes Madrid) und Ruiz (CE Terrassa) 100 %, diese spielten je eine Partie.

## Legende
Die nachstehenden Tabellen enthalten folgende Informationen:
- Nr.: Ranglistennummer
- Titel: FIDE-Titel; GM = Großmeister, IM = Internationaler Meister
- Elo: Elo-Zahl in der Elo-Liste von Juli 1971
- G: Anzahl Gewinnpartien
- R: Anzahl Remispartien
- V: Anzahl Verlustpartien
- Pkt.: Anzahl der erreichten Punkte
- Partien: Anzahl der gespielten Partien

## CA Schweppes Madrid
| Nr. | Titel | Name                       | Elo  | G | R | V | Pkt. | Partien |
| --- | ----- | -------------------------- | ---- | - | - | - | ---- | ------- |
| 1   | IM    | Román Torán Albero         | 2420 | 2 | 3 | 0 | 3,5  | 5       |
| 2   | IM    | Jesús Díez del Corral      | 2460 | 6 | 0 | 0 | 6    | 6       |
| 3   |       | Fernando Visier Segovia    | 2370 | 2 | 3 | 0 | 3,5  | 5       |
| 4   |       | Ricardo Calvo Mínguez      | 2330 | 4 | 1 | 1 | 4,5  | 6       |
| 5   |       | Eduardo Franco Raymundo    |      | 1 | 0 | 0 | 1    | 1       |
| 6   |       | José Luis García Bachiller |      | 0 | 1 | 0 | 0,5  | 1       |

## CA Caja Insular de Ahorros
| Nr. | Titel | Name                          | Elo | G | R | V | Pkt. | Partien |
| --- | ----- | ----------------------------- | --- | - | - | - | ---- | ------- |
| 1   |       | Augusto Menvielle Lacourrelle |     | 1 | 3 | 2 | 2,5  | 6       |
| 2   |       | Ángel Fernández Fernández     |     | 3 | 2 | 1 | 4    | 6       |
| 3   |       | Juan Pedro Domínguez Sanz     |     | 3 | 3 | 0 | 4,5  | 6       |
| 4   |       | Juan Betancort Curbelo        |     | 3 | 0 | 1 | 3    | 4       |
| 5   |       | Pedro Lezcano Montalvo        |     | 0 | 2 | 0 | 1    | 2       |

## CE Espanyol Barcelona
| Nr. | Titel | Name                              | Elo  | G | R | V | Pkt. | Partien |
| --- | ----- | --------------------------------- | ---- | - | - | - | ---- | ------- |
| 1   | IM    | Antonio Medina García             | 2420 | 2 | 3 | 1 | 3,5  | 6       |
| 2   |       | Jaime Lladó Lumbera               |      | 1 | 2 | 1 | 2    | 4       |
| 3   |       | Francisco García Orús             |      | 3 | 2 | 0 | 4    | 5       |
| 4   |       | Máximo Borrell Vidal              |      | 1 | 3 | 1 | 2,5  | 5       |
| 5   |       | Francisco Javier Prada Bengoechea |      | 0 | 2 | 2 | 1    | 4       |

## CE Terrassa
| Nr. | Titel | Name                    | Elo | G | R | V | Pkt. | Partien |
| --- | ----- | ----------------------- | --- | - | - | - | ---- | ------- |
| 1   | IM    | Miquel Farré i Mallofré |     | 3 | 3 | 0 | 4,5  | 6       |
| 2   |       | Josep Ridameya Tatché   |     | 1 | 4 | 1 | 3    | 6       |
| 3   |       | Joan Mora Amella        |     | 3 | 3 | 0 | 4,5  | 6       |
| 4   |       | Emili Simón Padrós      |     | 3 | 3 | 0 | 4,5  | 6       |
| 6   |       | Amadeu Morera Grane     |     | 0 | 0 | 0 | 0    | 0       |

## CE Barcelona
| Nr. | Titel | Name                     | Elo  | G | R | V | Pkt. | Partien |
| --- | ----- | ------------------------ | ---- | - | - | - | ---- | ------- |
| 1   | GM    | Arturo Pomar Salamanca   | 2510 | 4 | 2 | 0 | 5    | 6       |
| 2   |       | Alberto Perdigó Ralle    |      | 1 | 1 | 0 | 1,5  | 2       |
| 3   |       | Josep María Bas Rosselló |      | 2 | 3 | 1 | 3,5  | 6       |
| 4   |       | Ángel Martín González    |      | 3 | 3 | 0 | 4,5  | 6       |
| 5   |       | Pascual                  |      | 1 | 1 | 2 | 1,5  | 4       |

## CA Peña Malaguista
| Nr. | Titel | Name                  | Elo  | G | R | V | Pkt. | Partien |
| --- | ----- | --------------------- | ---- | - | - | - | ---- | ------- |
| 1   |       | Bernard Huguet        | 2255 | 3 | 2 | 1 | 4    | 6       |
| 2   |       | Francisco García Toré |      | 1 | 2 | 2 | 2    | 5       |
| 3   |       | Ruíz                  |      | 0 | 2 | 1 | 1    | 3       |
| 4   |       | González              |      | 0 | 2 | 0 | 1    | 2       |
| 5   |       | Cruz Lacalle          |      | 1 | 1 | 0 | 1,5  | 2       |
| 6   |       | Javier Muñoz          |      | 0 | 5 | 0 | 2,5  | 5       |
| 7   |       | Haro                  |      | 0 | 0 | 1 | 0    | 1       |

## Peña Ajedrez Linense
| Nr. | Titel | Name                  | Elo | G | R | V | Pkt. | Partien |
| --- | ----- | --------------------- | --- | - | - | - | ---- | ------- |
| 1   |       | Julian Laguna Hidalgo |     | 0 | 1 | 1 | 0,5  | 2       |
| 2   |       | González              |     | 0 | 1 | 2 | 0,5  | 3       |
| 3   |       | Liñán                 |     | 0 | 3 | 2 | 1,5  | 5       |
| 4   |       | González              |     | 0 | 1 | 1 | 0,5  | 2       |
| 5   |       | Bueno                 |     | 1 | 3 | 0 | 2,5  | 4       |
| 6   |       | Mosteirin             |     | 2 | 2 | 1 | 3    | 5       |
| 7   |       | Azuaga                |     | 0 | 0 | 1 | 0    | 1       |
| 8   |       | Sarrión               |     | 0 | 1 | 0 | 0,5  | 1       |
| 9   |       | Hernández             |     | 0 | 0 | 1 | 0    | 1       |

## CA Granada
| Nr. | Titel | Name                     | Elo | G | R | V | Pkt. | Partien |
| --- | ----- | ------------------------ | --- | - | - | - | ---- | ------- |
| 1   |       | Jorge Enríquez Del Árbol |     | 0 | 3 | 3 | 1,5  | 6       |
| 2   |       | Cayetano Guirao Mata     |     | 0 | 2 | 4 | 1    | 6       |
| 3   |       | Del Árbol                |     | 0 | 2 | 4 | 1    | 6       |
| 4   |       | Eugenio Miranda Palacios |     | 2 | 2 | 2 | 3    | 6       |

## Instituto de Estudios Sindicales Oviedo
| Nr. | Titel | Name                               | Elo | G | R | V | Pkt. | Partien |
| --- | ----- | ---------------------------------- | --- | - | - | - | ---- | ------- |
| 1   |       | José Luis Fanjul García-San Miguel |     | 2 | 2 | 2 | 3    | 6       |
| 2   |       | Ignacio Vidau Cabal                |     | 3 | 2 | 1 | 4    | 6       |
| 3   |       | Miguel Ángel Nepomuceno Salcedo    |     | 1 | 1 | 0 | 1,5  | 2       |
| 4   |       | Ángel Prieto Cabal                 |     | 2 | 1 | 3 | 2,5  | 6       |
| 5   |       | Joaquín Muñíz                      |     | 1 | 2 | 1 | 2    | 4       |

## Centro Asturiano Gijón
| Nr. | Titel | Name                         | Elo | G | R | V | Pkt. | Partien |
| --- | ----- | ---------------------------- | --- | - | - | - | ---- | ------- |
| 1   |       | Luis Gallego                 |     | 1 | 2 | 1 | 2    | 4       |
| 2   |       | Antonio Rico González        |     | 1 | 0 | 5 | 1    | 6       |
| 3   |       | Francisco Trabanco Fernández |     | 6 | 0 | 0 | 6    | 6       |
| 4   |       | José Carlos Menéndez         |     | 4 | 2 | 0 | 5    | 6       |
| 5   |       | Caso                         |     | 0 | 0 | 2 | 0    | 2       |

## CA Ateneo Marítimo Valencia
| Nr. | Titel | Name                   | Elo | G | R | V | Pkt. | Partien |
| --- | ----- | ---------------------- | --- | - | - | - | ---- | ------- |
| 1   |       | José Coret Frasquet    |     | 0 | 0 | 6 | 0    | 6       |
| 2   |       | Miguel Ribera Pérez    |     | 1 | 4 | 1 | 3    | 6       |
| 3   |       | Vicente Ricos Puchades |     | 1 | 1 | 3 | 1,5  | 5       |
| 4   |       | Campos                 |     | 3 | 1 | 1 | 3,5  | 5       |
| 5   |       | Mancebo                |     | 1 | 1 | 0 | 1,5  | 2       |

## CA Igualada
| Nr. | Titel | Name                       | Elo | G | R | V | Pkt. | Partien |
| --- | ----- | -------------------------- | --- | - | - | - | ---- | ------- |
| 1   |       | Ángel Ribera               |     | 3 | 1 | 2 | 3,5  | 6       |
| 2   |       | Carbonell                  |     | 0 | 0 | 3 | 0    | 3       |
| 3   |       | Francisco Balcells Bergada |     | 0 | 1 | 1 | 0,5  | 2       |
| 4   |       | Clotet                     |     | 0 | 3 | 3 | 1,5  | 6       |
| 5   |       | Morimon                    |     | 0 | 0 | 2 | 0    | 2       |
| 6   |       | Planell                    |     | 1 | 0 | 1 | 1    | 2       |
| 7   |       | Tarellas                   |     | 0 | 0 | 1 | 0    | 1       |
| 8   |       | Montadas                   |     | 0 | 1 | 1 | 0,5  | 2       |

## RCD La Coruña
| Nr. | Titel | Name                        | Elo | G | R | V | Pkt. | Partien |
| --- | ----- | --------------------------- | --- | - | - | - | ---- | ------- |
| 1   |       | Domingo Merino Mejuto       |     | 3 | 3 | 0 | 4,5  | 6       |
| 2   |       | Fernando Prada Rubín        |     | 4 | 1 | 1 | 4,5  | 6       |
| 3   |       | Venancio Carro              |     | 2 | 0 | 3 | 2    | 5       |
| 4   |       | Emiliano Prada Rubín        |     | 4 | 0 | 2 | 4    | 6       |
| 5   |       | Fernando De la Fuente Arias |     | 0 | 0 | 1 | 0    | 1       |

## CA Tarragona
| Nr. | Titel | Name                   | Elo | G | R | V | Pkt. | Partien |
| --- | ----- | ---------------------- | --- | - | - | - | ---- | ------- |
| 1   |       | César Estrada Martínez |     | 1 | 1 | 0 | 1,5  | 2       |
| 2   |       | Pepita Ferrer Lucas    |     | 2 | 4 | 0 | 4    | 6       |
| 3   |       | Juli Baixauli Cullere  |     | 3 | 1 | 2 | 3,5  | 6       |
| 4   |       | Jordi Comas Andreu     |     | 4 | 1 | 1 | 4,5  | 6       |
| 5   |       | Miguel Borrell         |     | 1 | 0 | 3 | 1    | 4       |

## CA Caja General de Ahorros Santa Cruz
| Nr. | Titel | Name                        | Elo | G | R | V | Pkt. | Partien |
| --- | ----- | --------------------------- | --- | - | - | - | ---- | ------- |
| 1   |       | Luis Darias Darias          |     | 1 | 1 | 4 | 1,5  | 6       |
| 2   |       | Fernando De Andres Goñalons |     | 2 | 0 | 4 | 2    | 6       |
| 3   |       | Hugo Rubio Purriños         |     | 1 | 0 | 3 | 1    | 4       |
| 4   |       | Francisco De la Rosa Martín |     | 2 | 2 | 2 | 3    | 6       |
| 5   |       | A. Darias                   |     | 0 | 1 | 1 | 0,5  | 2       |

## Círculo de Artesanos La Coruña
| Nr. | Titel | Name                        | Elo | G | R | V | Pkt. | Partien |
| --- | ----- | --------------------------- | --- | - | - | - | ---- | ------- |
| 1   |       | Jesús Pallas Muiño          |     | 1 | 3 | 2 | 2,5  | 6       |
| 2   |       | Juan Antonio Sardina Paramo |     | 2 | 3 | 1 | 3,5  | 6       |
| 3   |       | E. Vadillo                  |     | 0 | 1 | 5 | 0,5  | 6       |
| 4   |       | J. Mouriz                   |     | 0 | 0 | 6 | 0    | 6       |